# Aldeias Altas
Aldeias Altas est une municipalité brésilienne située dans l'État du Maranhão.